# Ein starkes Team: Der Tausch
Der Tausch ist ein deutscher Fernsehfilm von Ulrich Zrenner aus dem Jahr 2024. Es handelt sich um die 94. Folge der Krimiserie Ein starkes Team mit Florian Martens und Stefanie Stappenbeck in den Hauptrollen. Es ist der dreißigste Einsatz von Linett Wachow an der Seite von Otto Garber. Die Erstausstrahlung der Episode erfolgte am 6. Januar 2024 im ZDF.

## Handlung
Linett Wachow und Otto Garber ermitteln im Mordfall des Steuerprüfers Uwe Benrath, der morgens früh erschossen vor seinem Haus aufgefunden wurde. Offensichtlich hatte der Täter aus einem leerstehenden Haus auf das Opfer gezielt.
Ein erster Ansatzpunkt der Ermittlungen ist Benraths berufliches Umfeld. Als Steuerprüfer dürfte er so einige Feinde gehabt haben. Einer davon ist der Busunternehmer Holger Heise, mit dem das Opfer letztens eine tätliche Auseinandersetzung hatte, nachdem er ihn aufgrund nachgewiesener Steuerhinterziehung ins Gefängnis gebracht hatte. Für den Tatzeitpunkt hat er aber ein Alibi. Ein weiterer Verdächtiger ist der Autohändler Tarek Habib, dem Benrath Geldwäsche nachgewiesen hatte, was aber noch nicht zur Anzeige gekommen war, weil Benrath vorher zum Schweigen wurde. Habib kommt, als sich die Indizien weiter verdichten, in Untersuchungshaft. Wachows und Garbers Kollege Sebastian Klöckner wird daraufhin entführt und an einem unbekannten Ort gefangen gehalten. Seine Entführer fordern die sofortige Freilassung von Tarek Habib, ansonsten stirbt Klöckner. Da die Entführer nur zu Garber Kontakt aufgenommen haben, nimmt er alles eigenmächtig in die Hände, vertraut sich aber seiner Kollegin Wachow an. Er organisiert eine Tatortbegehung mit dem Verdächtigen und sorgt dafür, dass Habib fliehen kann. Fatalerweise erscheint aber Kriminalrat Reddemann und verhindert die Flucht. Derweil kann Klöckner zwar auch seinen Bewachern entkommen, gerät aber kurz darauf an Abbas Said, Oberhaupt des Clans, der über Habibs Autohandel Geldwäsche betreibt.
Garber bleibt nun nichts andere übrig, als auch Reddemann einzuweihen und hofft einen zweiten Fluchtversuch organisieren zu können. Das ist jedoch nicht mehr möglich, weil Tarek Habib kurz nach der Überführung in die JVA von einem Mithäftling umgebracht wurde. Das Ermittlerteam ist ratlos, versucht dann aber einen Doppelgänger zu finden, den sie für den Austausch einsetzen können. Das Team weiß jedoch nicht, dass Abbas Said von seiner Rechtsanwältin über Habibs Tod informiert wurde. Somit will der Clanchef bei der Scheinübergabe seines Neffen die Polizei bestrafen und Garber töten. Dank des rechtzeitigen Eintreffens von Wachow und dem befreiten Klöckner wird das verhindert. Abbas Said kommt dabei ums Leben.

## Produktionsnotizen
Die Dreharbeiten für Der Tausch erstreckten sich unter den vorgegebenen Corona-Arbeitsschutzauflagen vom 28. September 2022 bis zum 28. Oktober 2022 und fanden in Berlin und Umgebung statt. In der ZDF Mediathek wurde der Film ab dem 30. Dezember 2023 vorab zur Verfügung gestellt. Die Erstausstrahlung erfolgte zur Hauptsendezeit am 6. Januar 2024 im ZDF.
Sputnik, dessen Rolle als Geschäftsmann als ein Running Gag angelegt ist, spielt erstmals seit Beginn der Krimireihe im Jahr 1994 nicht mit. Angeblich ist er auf einer dreitägigen Kaffeefahrt nach Prag.

## Rezeption

### Einschaltquote
Die Erstausstrahlung von Ein starkes Team: Der Tausch am 6. Januar 2024 im Ersten erreichte 7,58 Millionen Zuschauer und damit einen Marktanteil von 28,4 Prozent.

### Kritik
Tilmann P. Gangloff schrieb für evangelisch.de: „Die Leistungen des Kern-Ensembles sind sehenswert wie stets, zumal diesmal auch Arnfried Lerche als Teamchef Reddemann das Revier verlassen darf.“ Auch „die Handlung nimmt immer wieder verblüffende Wendungen“ und „hat ohnehin deutlich mehr spannende Szenen zu bieten als viele frühere Episoden.“
Oliver Armknecht von film-rezensionen.de meinte: Der Film „unterscheidet sich etwas von dem, was man sonst so von dieser Reihe gewohnt ist. So gibt es kaum Humor. Auch gerätselt wird wenig, das hier ist mehr Thriller als Krimi. Streckenweise ist das durchaus spannend, es reicht immerhin fürs Mittelfeld.“ „Wer gar nicht mehr sucht und Lust hat auf einen brisanten Fall, der kann es hiermit versuchen. Ein filmischer Höhepunkt mag das nicht sein, aber da waren einige Genrebeiträge in der letzten Zeit doch deutlich langatmiger.“
Bei Prisma.de fasste Maximilian Haase zusammen: „Das Thema Steuerhinterziehung lädt den bodenständigen Garber und das angriffslustige Drehbuch […] zu manch gesellschaftskritischem Kommentar ein. Zusammen mit dem Berliner Mutterwitz und thrillerhafter Spannung eine Kombination, wie sie wohl nur bei ‚Ein starkes Team‘ zu finden ist.“